# 히로하타정 (효고현)
히로하타정(広畑町)은 효고현 시카마군에 설치되었던 정이다. 현재의 히메지시에 해당한다.

## 역사
- 1941년 4월 1일 - 히로촌, 야하타촌이 합병해 성립하였다.
- 1946년 3월 1일 - 구 히메지시, 시카마시, 시라하마정, 아보시정, 오즈촌, 가쓰하라촌, 아마루베촌과 함께 새로운 히메지시에 편입되어 소멸하였다.